# Pusinky (cukroví)
Pusinky, sněhové pusinky či bezé, (něm. (kromě Švýcarska) Baiser) je jednoduché cukroví skládající se z bílků a cukru – moučkového nebo krupice. Dávka cukru je na jeden vaječný bílek asi 40 až 100 gramů (bílek s průměrnou hmotností 30 g, může rozpustit přibližně 50 g cukru). Při přípravě je možno přidat špetku soli, nebo některé kyselé látky (citronová šťáva, vinný kámen), což zlepšuje schopnost bílků tvořit pěnu.

## Hlavní typy
Existuje několik variant, které se liší způsobem přípravy

### Francouzské pusinky(základní, Meringue française)
jsou na přípravu nejjednodušší - bílky se vyšlehají spolu s moučkovým cukrem do tuha, bez zahřívání.
Hodí se jak na přípravu pusinek, jako pečiva, tak jiných dezertů, např. îles flottantes (plovoucí ostrovy), nebo podobného Œufs à la neige (sněhová vejce).

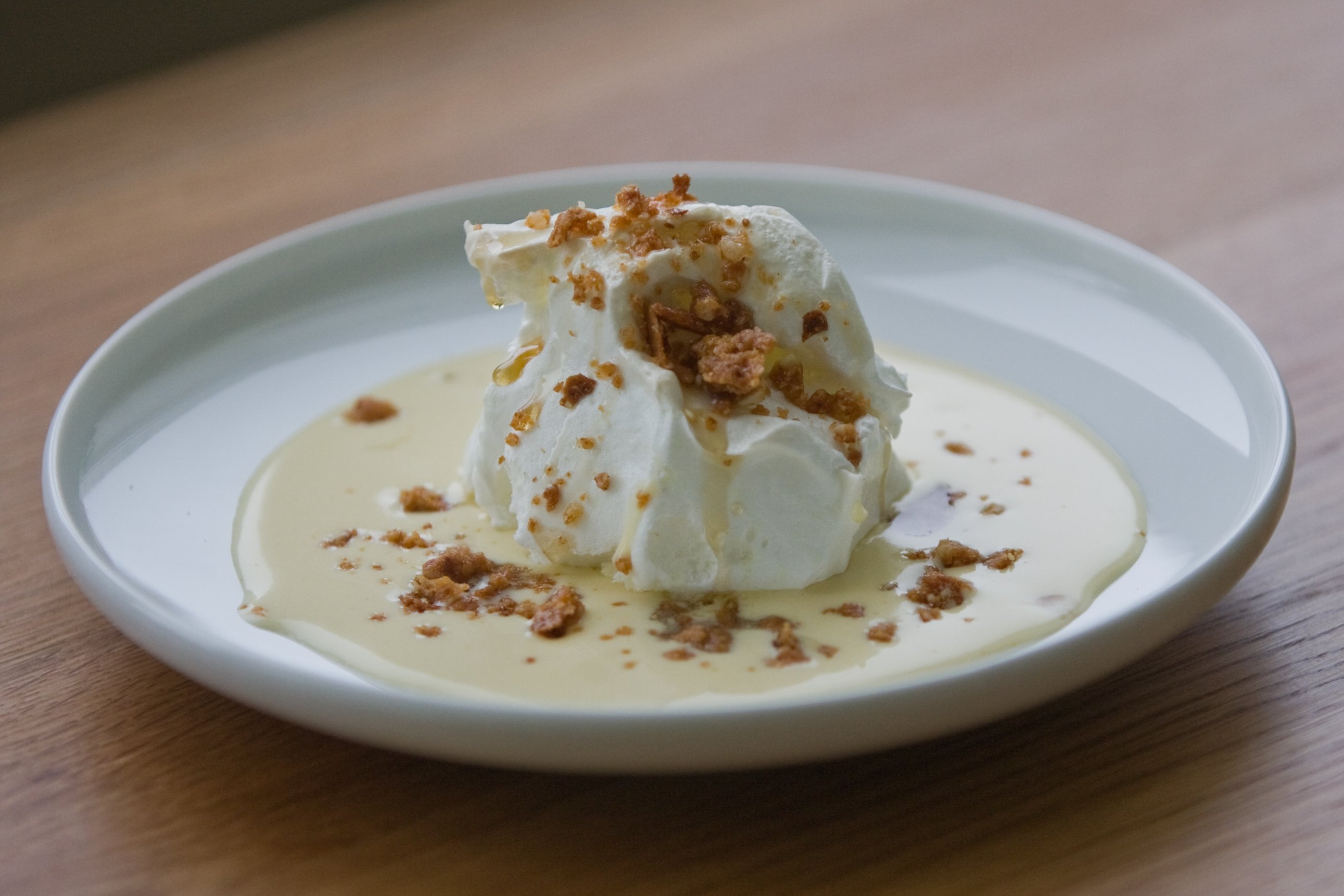
Île flottante (plovoucí ostrov)s javorovým sirupem sypaný mandlovým griliášem

### Švýcarské pusinky (Meringue suisse)
připravujeme tak, že bílky s cukrem (moučka nebo i krupice) zahříváme za míchání metlou na páře, dokud se cukr nerozpustí (zjistíme protřením směsi mezi prsty). Následně sundáme mísu z tepla a šleháme, dokud směs nevychladne a neutvoří tuhý sníh.
Tato varianta je velmi lesklá, šlehá se však pomalu. Hodí se také na přípravu pusinek, jako pečiva, nebo do máslových krémů.

### Italské pusinky (Meringue italienne)
se připraví tak, že do jen lehce vyšlehaných bílků se během dalšího šlehání přilévá horký cukerný sirup (~115  °C, tzv. „na řetěz“), a šlehá se, dokud není sníh tuhý a zchladlý. Vzniklá hmota je velmi lesklá, má vysokou stabilitu a i přes svůj „hutný“ vzhled je velmi lehká a kyprá.
Používá se na odlehčení cukrářských výrobků (krémy, suflé, pečivo) a také na přípravu zapékaných dezertů, jako Pečená Aljaška, Côte d'Argent (Stříbrné pobřeží - roláda z pobřeží Akvitánie, kterou vynalezl André Carrau, vyrobený z piškotového korpusu génoise, italské pusinky, rumového krému a piniových oříšků), a jiných, např. koláčů.

## Příprava jako pečivo
Vyšlehaná směs (sníh) bílků z cukrem se cukrářským sáčkem, příp. s ozdobnou špičkou, dávkuje na plech do požadovaného tvaru pusinek, které se poté vysoušejí v horkovzdušné troubě při teplotě cca 90–100 °C po dobu půl hodiny. Do sněhu lze přidat i potravinářské barvivo a vyrábět tak pusinky barevné.
Dort z bílkové hmoty zdobený ovocem a šlehačkou se označuje pavlova.

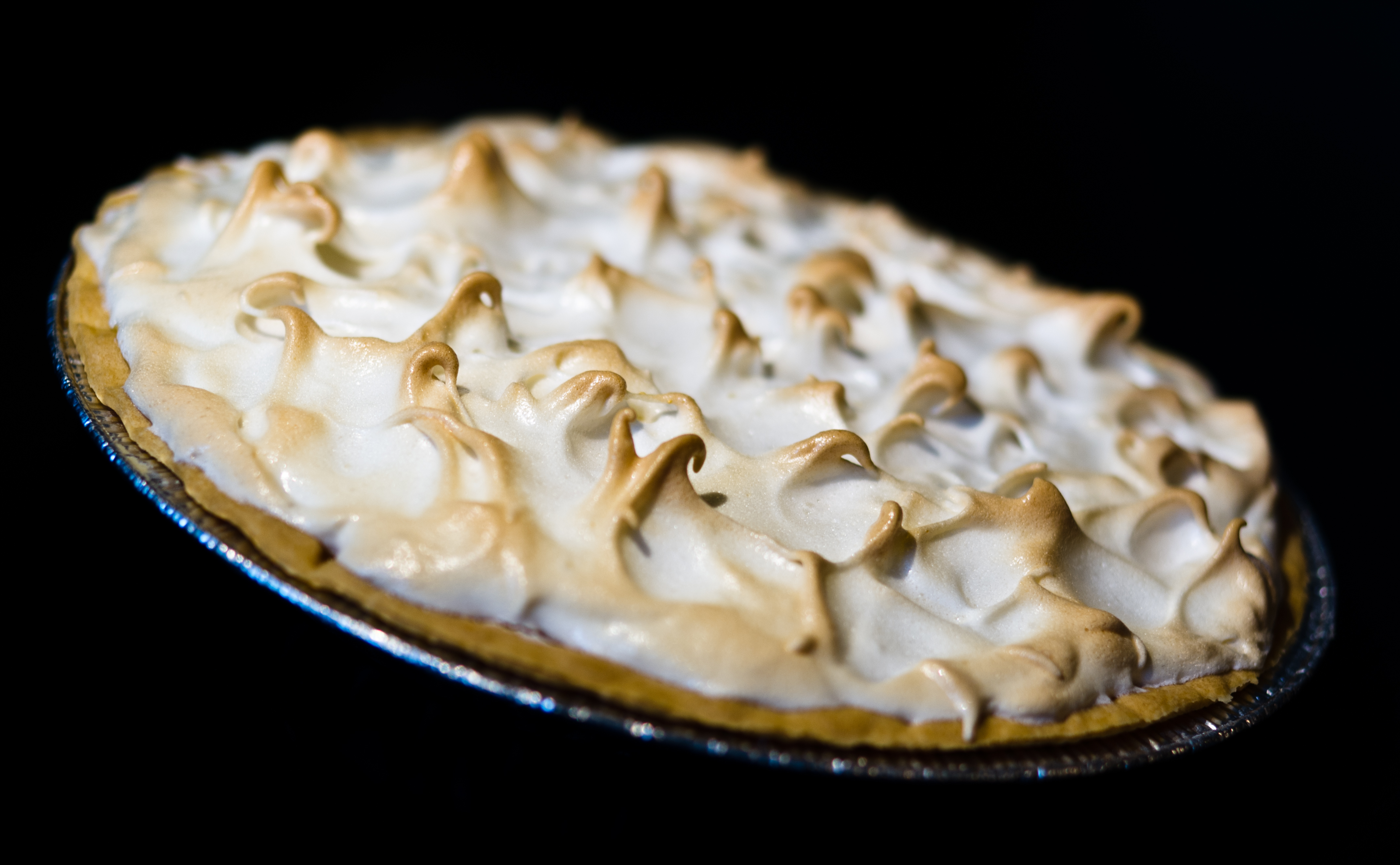
Citronový koláč zapečený italskou pusinkou